# 奧雷亞納弗朗西斯科港

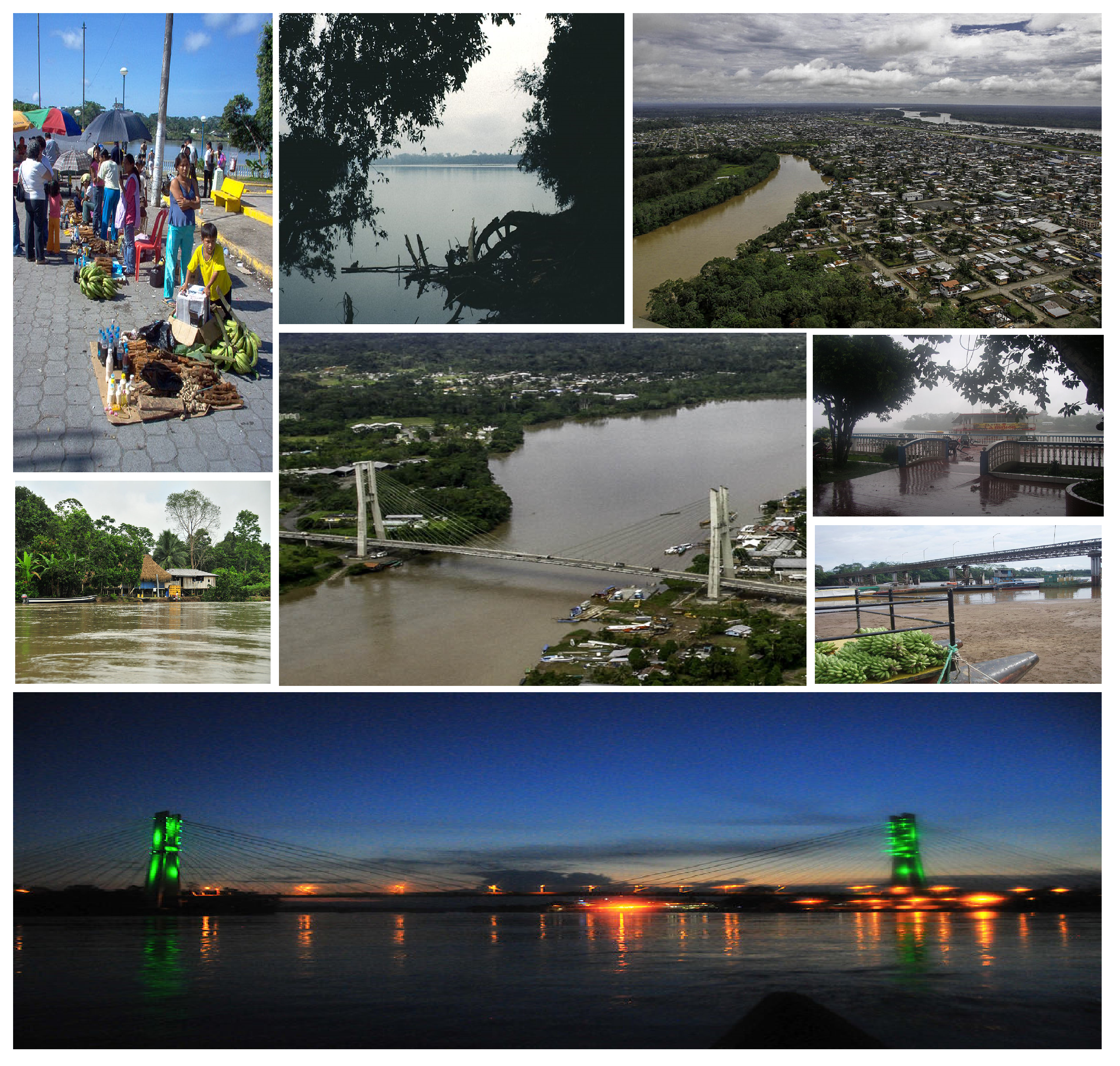

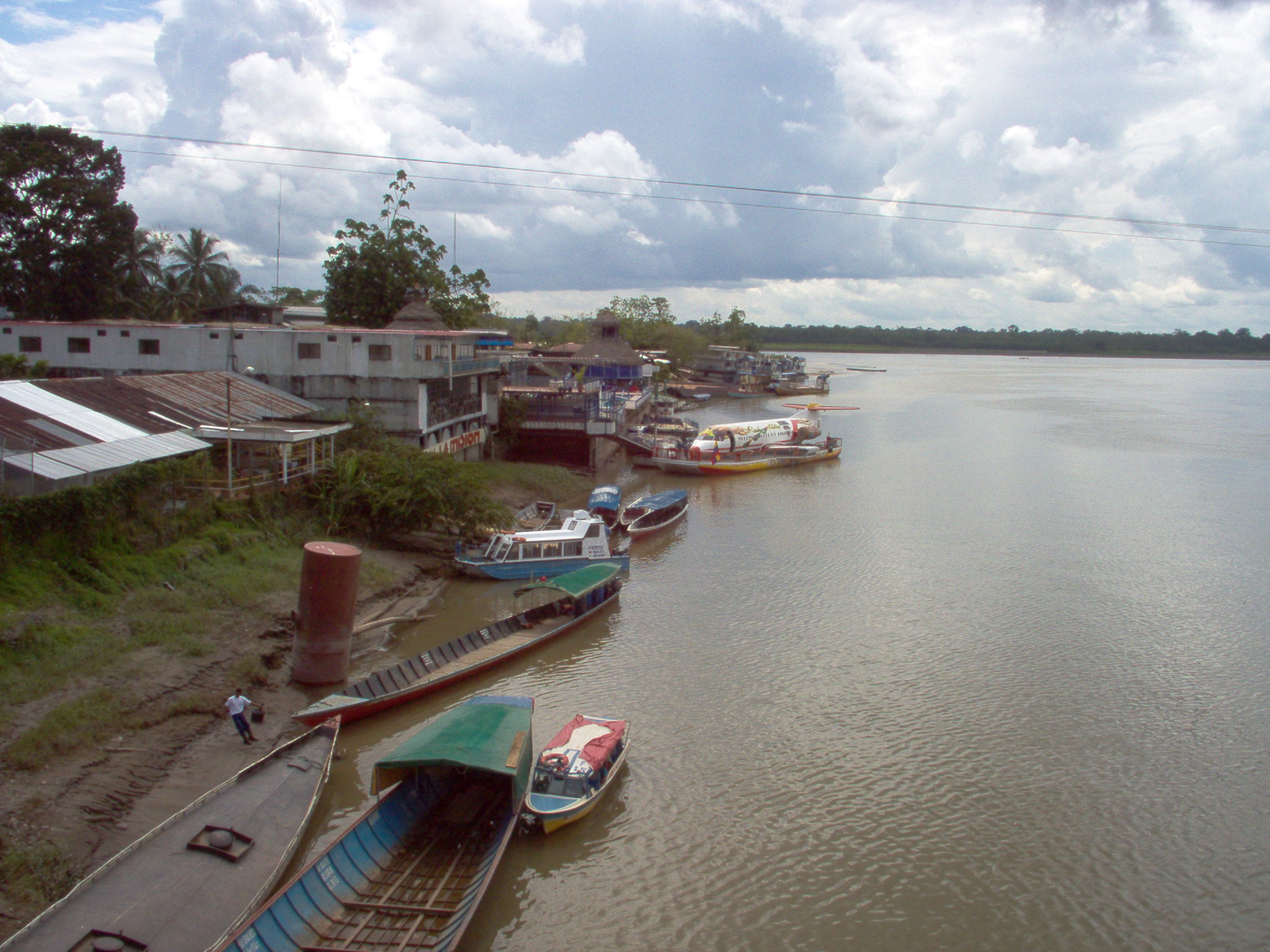

0°27′45″S 76°59′03″W / 0.4625°S 76.984167°W
奧雷亞納弗朗西斯科港（西班牙語：Puerto Francisco de Orellana，又称Coca）是厄瓜多爾的城鎮，也是奧雷亞納省的首府，位於該國東北部亞馬遜雨林，距離首都基多300公里，2010年人口30,300。